# Pimus
Pimus là một chi nhện trong họ Amaurobiidae.